# Кожевников, Евгений Васильевич
Евге́ний Васи́льевич Коже́вников (4 октября 1920, Сухой Овраг, Яранский уезд, Вятская губерния, Российская империя ― 8 июля 2001, Москва, Россия) ― советский военачальник. В годы Великой Отечественной войны ― заместитель командира 1197 самоходного артиллерийского полка 59 армии на III Белорусском и Забайкальском фронте, капитан. Участник советско-японской войны ― командир отдельного полка. Доктор военных наук (1972), полковник. Член ВКП(б) с 1942 года.

## Биография
Родился 4 октября 1920 года в дер. Сухой Овраг ныне Оршанского района Марий Эл в семье малоимущего середняка.
В 1938 году окончил Кузнецовское педагогическое училище Оршанского района Марийской АССР, работал учителем в сельской школе с. Табашино Оршанского района МАССР.
В декабре 1939 года призван в РККА. Участник Великой Отечественной войны: в 1941 году окончил Борисовское автомотоциклетное военное училище, адъютант штаба танкового батальона на Западном, Волховском и Ленинградском фронте, заместитель командира 1197 самоходного артиллерийского полка 59 армии на III Белорусском и Забайкальском фронте, гвардии капитан. В 1942 году принят в ВКП(б). Участник советско-японской войны: командир отдельного полка. Награждён орденами Красного Знамени (дважды), Отечественной войны I степени (дважды), Красной Звезды (дважды), медалями, в том числе «За отвагу» и «За боевые заслуги».
По окончании войны продолжил службу в армии, в 1953 году окончил Военную академию бронетанковых войск, в 1956 году ― адъюнктуру. Работал заместителем начальника кафедры Военной академии бронетанковых войск в звании полковника. В 1960 году стал кандидатом военных наук, в 1972 году ― доктором военных наук. Награждён орденом «За службу Родине в Вооружённых Силах СССР» III степени и медалями, в том числе польской медалью «Победы и Свободы».
Скончался 8 июля 2001 года в Москве.

## Награды
- Орден Октябрьской Революции[4]
- Орден Красного Знамени (19.07.1944, 14.03.1945)[3]
- Орден Отечественной войны I степени (05.02.1944, 06.04.1985)[3]
- Орден Красной Звезды (13.07.1944, 1944)[1][3]
- Орден «За службу Родине в Вооружённых Силах СССР» III степени[1][4]
- Медаль «За отвагу» (31.01.1943)[3]
- Медаль «За боевые заслуги»[1][3]
- Медаль «За оборону Москвы»[4]
- Медаль «За оборону Ленинграда»[4]
- Медаль «За взятие Кёнигсберга» (10.11.1945)[3][4]
- Медаль «За победу над Германией в Великой Отечественной войне 1941—1945 гг.» (10.11.1945)[3][4]
- Медаль «За победу над Японией»[4]
- Медаль «Победы и Свободы» (10.10.1973)[5]